# فشارک
فشارک نام روستایی در استان اصفهان که در طول و عرض جغرافیایی ۱۹–۵۲/ ۴۷–۲۲ و بر اساس تقسیمات کشوری جزو شهرستان کوهپایه از استان اصفهان است.

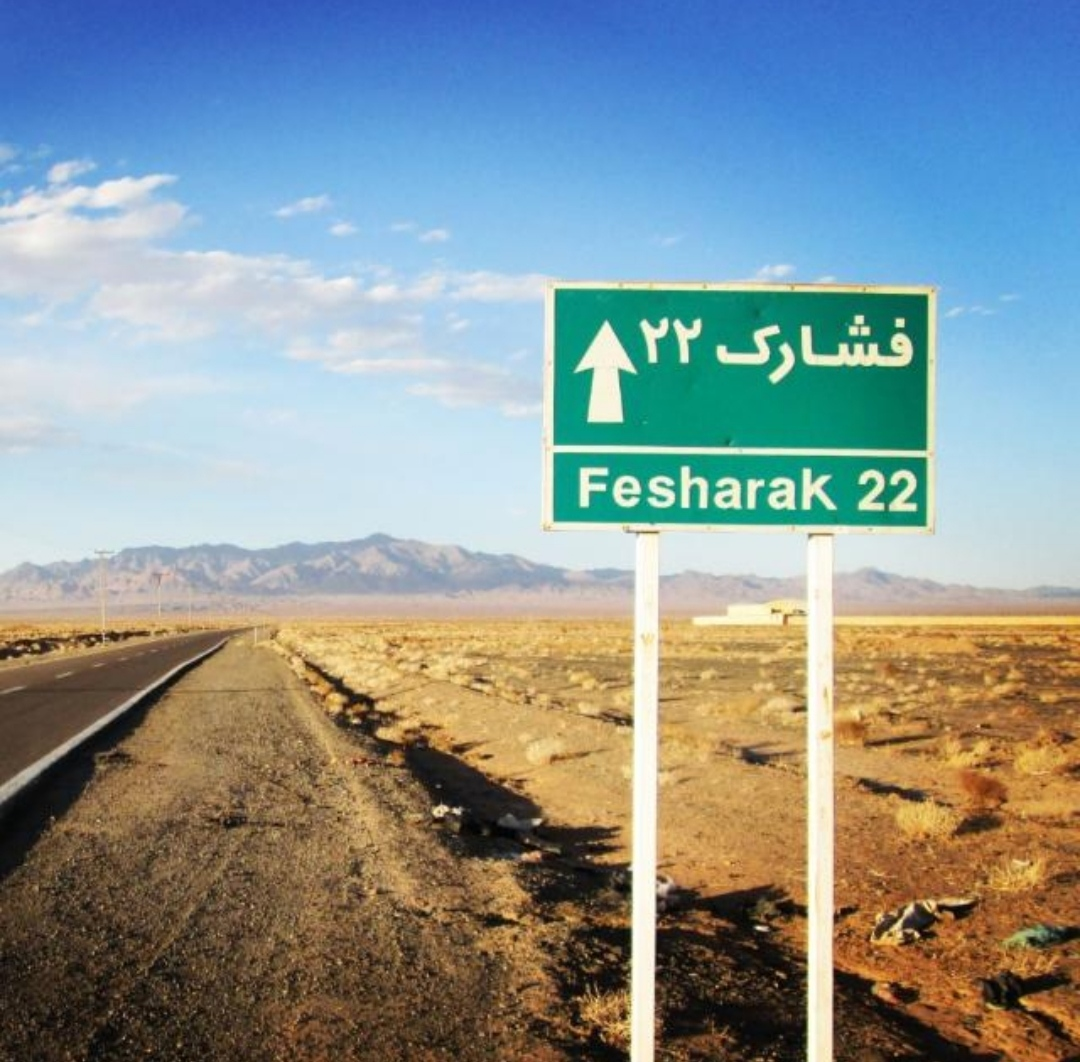
ورودی جاده، تابلوی روستای فشارک

## نام
مردم محلی، «فشارک» را با حرف «ر» ساکن تلفظ می‌کنند. در مورد وجه تسمیه فشارک اقوال مختلفی وجود دارد. از جمله دو قول زیر:
- در اصل «بهشارک» بوده‌است که به معنی شهر کوچک بهشتی می‌باشد که پس از آن به بشارک و فشارک تبدیل شده‌است.
- در اصل «پیش ارک» بوده‌است که پس از آن به پیشارک و فشارک تبدیل شده‌است.[۲]

فشارک با آب و هوایی مطبوع و دره‌هایی عمیق و کوه‌هایی بلند دارای چشمه‌های جوشان متصل به سلسله جبال کرکس است.
فشارک منطقه‌ای است وسیع با بوته زارها و بیابان‌ها که در آنجا اراضی کشاورزی و درختان از آب قنات گبری، که کاریزهای آن شن زارهای کوه‌های گرانیتی است، سیراب می‌گردد. آب و هوای بهاری و معتدل فشارک و خاک حاصلخیزش موجب گردیده تا کشاورزان در باغستانهای آن به صورت سنتی، گندم، جو، ذرت، زعفران، شاهدانه، سیب زمینی، شلغم، کدو، چغندر، خیار، نخود، لوبیا، ماش، عدس گارس، بلال، زردک، سبزیجات و درختانی مانند گردو، بادام، گلابی، آلبالو، زردآلو، زرشک، هلو، ارمو، گُنجینی، سنجد، سیب، کاج، انگور، توت، انار، خیار، کبود، گل محمدی، بید، بیدمشک، انجیر و اخیراً پسته و زیتون کشت نمایند.

## پوشش گیاهی و حیات وحش
- حیوانات وحشی واهلی مانند آهو، تیهو، گربه، گراز، مرغ، بز، خرگوش، لاک‌پشت، خروس، الاغ، چوچووه (دارکوب) شانه به سر (هدهد) گنجشک، قناری، آلّو (باز شکاری)، شاهنگ (شاهین)، بلبل، گنجشک چله (دم جذ بانک)، چکاوک، مار، عقرب، رتیل، عنکبوت، افعی، سگ، تیغ داره (جوجه تیغی) موش، مارمولک، سار، محی، پژمژه، کبوتر چاهی، کلاغ ژاره (زاغ)، کبک، قورقوری، فاخته، جغد، سینه سرخ، بره آهو، روباه، شغال، گرگ، چلچله *گیاهان دارویی و غیر دارویی نظیر شکرگولی (شکر تاقار) آویش، اشم، گل‌های وحشی، داسی، گون، رَواز (ریواس)، شنگ، کلاسور، تنیره، تیغ، سزه، سیر کوهی، بادام کوهی، قارچ کوهی، پیاز کوهی، سبزی کوهی، کپی، سچّوری، بوته بوری، سبیل موش، کشکاله، فلق، پیازچه، شور، اردولوک، گز، اسفند، روازی، مژو، نعنا، پونه کوهی، هندوانه ابوجهل، تلخه

هم‌اکنون کاشت زعفران از رونق بسیار خوبی در این روستا برخوردار است و به دلیل کمبود منابع زیر زمینی آب گرایش مردم به کاشت آن بیشتر شده‌است. همچنین بادام کوهی سازگاری فوق‌العاده‌ای با آب و خاک منطقه دارد.

## تاریخ فشارک
از آثار به جای مانده از گذشتگان و گورهای کشف شده استنباط می‌گردد که ساکنان اولیه این دشت گبر و اهل تمدن بوده‌اند. با ظهور دین اسلام و نشر آن در ایران به اسلام متمایل می‌شوند بگونه‌ای که قبرستان آباء و اجدادی خویش که در دامنهٔ کوه شِدِه واقع شده‌است را رها می‌نمایند و گورستانی نو به سبک گورستان مسلمانان در دامنهٔ کوه لافَرَخِه ایجاد می‌کنند. سنگ قبر هفتصد سالهٔ بدست آمده نشانگر آنست که سالیان طولانی ندای اذان مؤذن در این دشت طنین افکن بوده‌است.
ویرانه‌های به جای مانده از کارگاه‌های ذوب سنگ آهن در اطراف پاوازا و کارگاه‌های شیره‌کشی واقع در تپه‌های مورزه آباد و خرابه‌های دیدنی کوره‌های آجرپزی و آسیابهای خراب کالیوز و ماه آباد حکایت از تمدنی کهن دارد.

## کوه شده
از کوه‌های رشته کوه مارشنان در شمال شرق روستای فشارک، روستا در دامنه آن واقع شده‌است.
کوه دارای صخره‌ها وپرتگاه‌های خطرناکی است. قدیمی‌ها می‌گفتند در زیر کوه دریایی از آب وجود دارد و قنات فشارک آب خود را از زیر این کوه می‌گیرد. در قله کوه شده حفره‌ای به دهانه تقریبی ۳۰ سانتیمتر از درون صخره‌ای بیرون زده که بعضاً در طول سال بخار گرم از داخل آن خارج می‌شود بعضی‌ها اعتقاد دارند این حفره تا پایین کوه ادامه دارد و دهانه آتشفشانی است.

## چک چکه
در شمال شرقی مزرعه حنا دره‌ای است به نام لاسیلی که انتهای آن در دل کوه مارشنان به دره لامژو می‌رسد. وقتی مسیر لاسیلی تا لامژو را طی می‌کنی، به چشم اندارها و صخره‌های بدیع وبکری می‌رسی که بسیارجالب ودیدنی است.
یکی از این مناظر که در در اواسط راه قرار گرفته، صخره‌ای است بلند که از بالای آن چشمه‌ای بیرون زده، و قطرات آب چک چک به پایین می‌چکد؛ و به همین دلیل این محل به چک چکه معروف شده‌است.

## اماکن معروف فشارک
1. آسیاب‌های مخروبه کالیوز، مه آباد و دشت فشارک که مربوط به دوران قبل از ویرانی فشارک بوده‌است.
2. گورستان دامنه کوه شِدِه که مربوط به زردشتیان و متعلق به دوران قبل از اسلام در ایران بوده‌است.
3. آسیاب فعلی فشارک
4. حمام کوچکه فشارک
5. گلخن
6. حمام بزرگه فشارک
7. ساختمان قدیمی احمد بن موسی که کاملاً تخریب و
8. ساختمان مسجد پائین که کاملاً تخریب و مجدداً تجدید بنا گردیده
  1. منزل میر علینقی اول
9. قنات فشارک
10. سنگ مقابر گورستان دامنه کوه لافرخه
11. قنوات مزارع فشارک
12. شبستان مسجد جامع
13. آسیاب حنا
14. اشکنده‌ها
15. بازارچه
16. آب‌انبار
17. قلعه‌ها
18. برج ها[۳]

"مردمان فشارک"
مردمان فشارک را فشارکی می‌نامند. بیشتر کسانی که نسبشان به این روستا می‌رسد، پسوند "فشارکی" را در نام خانوادگی خود دارند.
مانند: "فشارکی"،"هاشمی فشارکی"، "غلامی فشارکی"، "مطلبی فشارکی"، "جعفری فشارکی"، "احمدی فشارکی"، "بهروان فشارکی"،"آقاجانی فشارکی"، "آقاجونی فشارکی"، "پادگانی فشارکی"، "حسینی فشارکی"، "حقیقتدار فشارکی"، "سلمانی فشارکی"، "طباطبایی فشارکی "، "فشارکی زاده"، "فشارکی نیا"، "لسانی فشارکی"، "محمدی فشارکی"، "نقیان فشارکی"، صدیقی "نوری فشارکی"، " فشارکی فرد "، " طبایی زاده فشارکی "،"ذوعلم فشارکی" "محمدی فشارکی" و "فشارکی پزوه" که در خوراسگان اصفهان ساکن هستند

## صنایع در فشارک
کارخانه پارچه بافی
کارخانه پارچه بافی فشارک فعلاً با ۶ کارگر مجدداً مشغول به کار شده‌است و فضای باز کارخانه به یک باغ کشاورزی تبدیل شده‌است.
کارخانه پتو باقی رنگین باف
این کارخانه پس از انقلاب اسلامی به همت آقای حکمت فرزام (آقاجانی) و برادرانشان تأسیس گردید ولی پس از چند سال فعالیت به تعطیلی کشیده شد و پس از چند سال تعطیلی و فروش دستگاه‌ها توسط صاحب جدید به باغ کشاورزی تبدیل شده‌است.

## اهالی فشارک تهران
مردم این روستا که در طی ۱۴۰ سال اخیر به تهران مهاجرت کرده‌اند هرساله در اولین جمعه ماه مبارک رمضان در گردهمایی سالانه اهالی فشارک دور هم جمع می‌شوند و به یاد پدرانشان در روستا به دید و بازدید و صله رحم می‌پردازند.